# Арпад Хенней
Арпад Хенней (угор. Henney Árpád; 24 вересня, 1895, Пряшів, Австро-Угорська імперія — 21 травня, 1980, Кіцбюель, Австрія), учасник Першої світової війни, політик, міністр в уряді Салаші.

## Біографія
Народився 24 вересня 1895 в римсько-католицькій родині. У віці 20 років він вступив на службу і брав участь у Першій світовій війні. Також служив як артилерійський підполковник в армії до 1 січня 1941, доки не пішов у відставку. У листопаді 1944 Хенней був призначений генерал-лейтенантом. У 1945 був обраний в уряд Салаші міністром без портфеля. Брав участь в революції в Угорщині 1956, і після її падіння був змушений емігрувати. Помер 21 травня 1980 в Кіцбюель, Австрія.